# Oxford Lake
Oxford Lake är en sjö i Kanada.   Den ligger i provinsen Manitoba, i den sydöstra delen av landet, 1 800 km nordväst om huvudstaden Ottawa. Oxford Lake ligger 201 meter över havet. Arean är 401 kvadratkilometer.
Trakten runt Oxford Lake är nära nog obefolkad, med mindre än två invånare per kvadratkilometer.